# Optioservus nitidus
Optioservus nitidus is een keversoort uit de familie beekkevers (Elmidae). De wetenschappelijke naam van de soort werd in 1958 gepubliceerd door Nomura.